# Нотация Стоуки

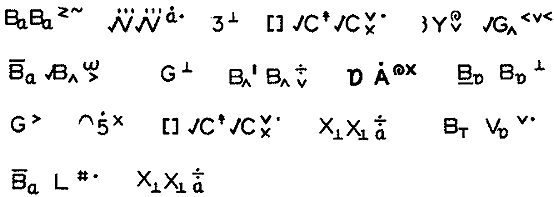
Образец нотации Стоуки

Нотация Стоуки (также известна как система нотации DASL) — письменная система кодификации, используемая для многоуровневой записи жестов, разработанная Уильямом Стоуки для американского жестового языка. В отличие от нотации SignWriting, которая была разработана позже, нотация, разработанная Стоуки, не содержит пиктограмм, а в значительной степени опирается на латинский алфавит.

## Принципы организации нотации
В системе нотации Стоуки используется 55 символов, среди которых:
- 12 символов, описывающих место исполнения жеста;
- 19 простых символов для обозначения конфигураций действующего элемента (рук или руки). Эти символы подкрепляются диакритическими отметками (напр., «А» обозначает кулак с прижатым большим пальцем, в то время как «оА» — кулак с отставленным большим пальцем). Цель диакритических меток — показать различные конфигурации рук;
- 24 символа для изображения жестового действия (движения/исполнения жеста). Выстроенные вертикально, они показывают отдельные движения, совершаемые синхронно; последовательные действия записываются слева направо.

Дополнительно используются символы, записываемые снизу или сверху основного символа — «субскрипты» и «прескрипты», соответственно. Они не указывают на различные конфигурации рук, но показывают важные различия в активном элементе, то есть в положении или в ориентации руки.
В дальнейшем Стоуки, с опорой на Супалла и Ньюпорта, предложил добавить также дополнительные символы, обозначающие лексическую разницу между жестами разных типов, напр., между жестами-глаголами и жестами-существительными.
В соответствии с разработанной нотацией, письменная форма жеста «мать» выглядит так:
͜ 5x
' ͜ ' означает, что жест необходимо выполнять на подбородке, '5' — что используется мах кистью ('5' в американского жестовом языке), а 'x' — что большой палец касается подбородка.
Стоуки разработал термины таб (от tabula — место), дэз (от designator — действующий элемент), и сиг (от signation — действие), означающие — место исполнения жеста, форму руки и (способ) движения, соответственно, чтобы указать на различные категории фонем в американском жестовом языке. Именно их различение позволило Стоуки утверждать, что жестовый язык обладает т. н. двойным членением, а следовательно — в соответствии с пониманием различий человеческих языков и систем коммуникации животных, введённым Андре Мартине, — является полноценным естественным языком.
Также Стоуки отмечает важность для выражения синтаксиса жестового языка таких аспектов, как:
- выражение лица,
- взгляд,
- положение головы[5].

У. Стоуки определил и зафиксировал порядок символов при записи жеста: сначала указывалось место выполнения жеста, после форма руки, в конце характер движения руки.
До того, как Стоуки разработал свою систему нотации и вместе с соавторами провёл работу над словарём американского жестового языка (в основу которого заложил принцип, согласно которому место жеста определялось по собственной форме жеста, отраженной в транскрипции), словари жестовых языков разрабатывались по другому принципу — по переводу жеста на английский язык. Таким образом, нотация Стоуки привела его и к созданию иной классификации жестов.
Система записи жестов (нотация) Стоуки в дальнейшем использовалась и для анализа других жестовых языков, но своё применение она находила в основном среди лингвистов и других учёных, связанных с изучением жестовых языков.

## Недостатки нотации
Система нотации Стоуки:
- не позволяет фиксировать выражение лица, которое является неотъемлемой составляющей многих жестов.
- является фонематичной, что означает, что она позволяет записать только те значения параметров жеста, которые считались смыслоразличительными для американского жестового языка согласно теоретическим взглядам У. Стоуки.

Соответственно, нотация Стоуки:
- не позволяет описать такие параметры выполнения жеста, которые, как показали последующие исследования этой темы, оказывают существенный вклад на наполнение жеста смыслом; в частности, она не описывает резкость/плавность и амплитуду движения, напряженность/расслабленность руки, которые, как показали дальнейшие исследования жестовых языков, вносят существенный вклад в смысл жеста.
- не может быть использована без изменений для различения жестов и транскрибирования других жестовых языков.

Изменённые и дополненные версии нотации Стоуки используются в настоящее время для создания словарей различных жестовых языков, с связи с чем в настоящее время, говоря о нотации Стоуки, подразумевают целое семейство родственных транскрипционных систем.